# Demung
Demung is een bestuurslaag in het regentschap Situbondo van de provincie Oost-Java, Indonesië. Demung telt 4363 inwoners (volkstelling 2010).